# チャド・パトリック
チャンドラー・アレン・パトリック（Chandler Allen Patrick, 1998年8月14日 - ）は、アメリカ合衆国インディアナ州クラウンポイント出身のプロ野球選手（投手）。右投右打。MLBのミルウォーキー・ブルワーズ所属。

## 経歴

### プロ入りとダイヤモンドバックス傘下時代
2021年のMLBドラフト4巡目（全体107位）でアリゾナ・ダイヤモンドバックスから指名されプロ入り。傘下のA級バイセイリア・ローハイドでプロデビューした。
2022年はルーキー級アリゾナ・コンプレックスリーグ・ダイヤモンドバックス、A級バイセイリア、A＋級ヒルズボロ・ホップスの3チーム合計で13試合（先発10試合）に登板して5勝2敗、防御率3.30、54奪三振を記録した。
2023年はAA級アマリロ・ソッドプードルズで開幕を迎えた。

### アスレチックス傘下時代
2023年7月31日にジェイス・ピーターソンとのトレードで、オークランド・アスレチックスへ移籍した。移籍後は傘下のAA級ミッドランド・ロックハウンズで2試合に登板して防御率8.44、AAA級ラスベガス・アビエイターズで6試合に登板して防御率7.89と不振だった。

### ブルワーズ時代
2023年11月15日にエイブラハム・トロとのトレードで、ミルウォーキー・ブルワーズへ移籍した。
2024年は傘下のAAA級ナッシュビル・サウンズで26試合（先発24試合）に登板して14勝1敗、防御率2.90、145奪三振を記録し、インターナショナルリーグの最優秀投手賞を受賞した。オフの11月20日にルール・ファイブ・ドラフトでの流出を防ぐため、40人枠に登録された。
2025年はAAA級ナッシュビルで開幕を迎えたが、3月26日に開幕ロースター入りが決定。29日の試合に救援登板してメジャーデビューした。4月6日のシンシナティ・レッズ戦で先発登板して5回1/3を1失点に抑え、メジャー初勝利を記録した。

## 詳細情報

### 背番号
- 39（2025年 - ）